# How Do You Do (chanson de Cascada)
Pour les articles homonymes, voir How Do You Do (homonymie).
Singles de Cascada
Everytime We Touch
(2005) Truly, Madly, Deeply
(2006)
How Do You Do est un titre de l'album Everytime We Touch de Cascada.

## Les singles

### Vinyle
Allemagne
- A. How Do You Do (Original Mix)
- B. How Do You Do (Rob Mayth Remix)

Allemagne
- A. How Do You Do (Megara vs. DJ Lee Remix)
- B1.   How Do You Do (Tune Up! Remix)
- B2.   How Do You Do (Veranos Fizzy Styled Remix)

Espagne
- A. How Do You Do (Wanchu Remix)
- B1. How Do You Do (Original Mix)
- B2. How Do You Do (Megara vs. DJ Lee Mix)

### CD Maxi
Allemagne
1. How Do You Do (Dance Radio Edit)
2. How Do You Do (Radio Mix)
3. How Do You Do (Megara vs. DJ Lee Radio Edit)
4. How Do You Do (Rob Mayth Short Edit)
5. How Do You Do (Original Mix)
6. How Do You Do (Megara vs. DJ Lee Remix)
7. How Do You Do (Tune Up! Remix)
8. How Do You Do (Veranos Fizzy Styled Remix)

Autriche
1. How Do You Do (Original Radio Edit)
2. How Do You Do (Pop Airplay Edit / Dance Radio Edit)
3. How Do You Do (Album Version)
4. How Do You Do (Original Club Mix)
5. How Do You Do (Rob Mayth Remix)
6. How Do You Do (Megara VS DJ Lee Remix)
7. How Do You Do (Tune Up! Remix)
8. How Do You Do (Veranos Fizzy Styled Remix)
9. How Do You Do (EXR ReConstruction)

## Classement des ventes
| Pays     | Meilleure position |
| -------- | ------------------ |
| Autriche | 50                 |